# Erich Scheufele
Erich Scheufele (* 25. Juni 1928; † 17. Dezember 2019) war ein deutscher Fußballspieler.
Vom SC Gaildorf kam der Angreifer zum SSV Reutlingen 05. Zunächst trat Erich Scheufele nach dem Zweiten Weltkrieg mit dem SSV in der Oberliga Südwest an. Die Oberligasaison 1949/50 endete für Scheufele und seine Reutlinger mit der Staffelmeisterschaft in der Gruppe Süd der Oberliga Südwest sowie mit der südwestdeutschen Vizemeisterschaft, nachdem er mit dem SSV Reutlingen in der südwestdeutschen Meisterschaftsendrunde gegen den 1. FC Kaiserslautern verlor. Die Endrunde um die deutsche Meisterschaft 1950 war für Erich Scheufele und den SSV Reutlingen nach einer Achtelfinalniederlage in der Verlängerung gegen Preußen Dellbrück, bei der Scheufele über 120 Minuten für den SSV spielte, beendet. Durch einen Verbandswechsel der Reutlinger spielte Scheufele in der Saison 1950/51 in der Oberliga Süd. In dieser Oberligaspielzeit gelangen Erich Scheufele bei 15 Saisoneinsätzen 8 Tore für den SSV Reutlingen. Dennoch stieg er am Saisonende mit seiner Mannschaft in die II. Division ab.